# Beneško-tržaško narečje
Beneško-tržaščina (beneško-tržaško: triestin, italijansko triestino) je beneško narečje, ki se govori v Trstu in okolici.
Beneško-tržaško besedišče je večinoma latinskega izvora. Vendar so v njem tudi besede, prevzete iz drugih jezikov. Ker Trst meji na Slovenijo in je bil skoraj šest stoletij pod habsburško monarhijo, so nekatere besede nemškega in slovenskega izvora. Zaradi obsežnega priseljevanja v mesto konec 18. in v 19. stoletju so nekatere besede prišle tudi iz drugih jezikov, kot sta grščina in srbohrvaščina.

## Primer
Pogovor iz Carpinteri e Faraguna. Noi delle vecchie provincie (Trieste, La Cittadella, 1971).
Beneško-tržaško:
Àle, àle, siora Nina, che el sol magna le ore!

No per vù, me par, sior Bortolo che sé qua sempre in gamba a contarne una roba e l'altra, tuto de tuti ... anca quel che se gavemo dismentigado...

Memoria, graziando Idio, no me ga mai mancado. Ma el mal xe che el sol magna le ore e le ore, pian pian, ne magna anca a nualtri!

Ma disème la sinzera verità: quanti ani gavé vù, sior Bortolo?

Indiferente. No conta i ani che se ga fato, conta quei che resta...
Italijansko:
Alé, alé, signora Nina, che il sole mangia le ore!

Non per Voi, mi pare, signor Bortolo che siete qui sempre in gamba a raccontarci una cosa e l'altra, tutto di tutti… anche quello che ci siamo dimenticati…

Di memoria, ringraziando Iddio, non me n'è mai mancata. Ma il male è che il sole mangia le ore e le ore, pian piano, mangiano anche noi!

Ma ditemi la sincera verità: quanti anni avete Voi, signor Bortolo?

Non importa. Non contano gli anni che si sono compiuti, contano quelli che restano…

## Besedišče
| Beneško tržaško                   | Beneško     | Dalmatinsko | Italijansko                   | Slovensko     |
| --------------------------------- | ----------- | ----------- | ----------------------------- | ------------- |
| brisiòla                          | brisiòla    | bržola      | braciola di maiale, cotoletta | zarebrnica    |
| carèga (iz grške καρέκλα-karékla) | cadréga     | katriga     | sedia                         | stolica       |
| cisto                             | senza schèi |             | squattrinato                  | brez denarja  |
| cluca                             | manezzón    |             | maniglia                      | kljuka        |
| impizàr                           | impissàr    |             | accendere                     | prižgati      |
| lugàniga                          | lugànega    | luganige    | salsiccia                     | klobasa       |
| mona (crazy person)               | mona        | mona        | vagina / stupido              | vagina / mona |
| piròn (iz grške πιρούνι-piroúni)  | piròn       | pirun       | forchetta                     | vilice        |
| scovàze                           | scoàsse     | škovace     | immondizia                    | smeti         |
| spagnoléto                        | spagnoléto  | španjulet   | sigaretta                     | cigareta      |